# 傅光宅
傅光宅（1547年—1604年），字伯俊，一字伯安，號廣居，别號金沙居士，山東東昌府聊城縣人，軍籍，明朝政治人物。

## 生平
隆慶四年（1570年）庚午科山東鄉試第九名舉人，萬曆五年（1577年）丁丑科進士。除知灵宝，本年八月丁外艰归里。萬曆八年，服阕，补知吴县，任上有惠政。萬曆十三年七月，行取，擢河南道试監察御史。萬曆十七年，告归。萬曆十九年闰三月，补除原职。因疏臨清稅官，左遷行人司正。无何，奉使岷藩，道中迁南京兵部郎中。不久因母喪去職。服除，萬曆二十六年补工部郎中兼摄三篆内工河漕。二十八年二月，播州土司杨应龙叛乱，光宅随军治粟转输，出纳均平，师无後爨。寇平，二十九年，擢拔為重慶府知府。三十年三月，以故播改郡，迁按察司副使，驻札遵义府整饬新设郡县事务。萬曆三十一年正月，改提督学政。萬曆三十二年大计，抵舍而病，是年五月，卒。年五十八。

## 家族
曾祖傅璋，曾任教諭；祖父傅相，字良弼，號夢岩，曾任陕西米脂縣知縣；祖母程氏；父傅學易（1519年-1577年），字汝時，號肖巖，嘉靖四十年辛酉科舉人，曾任貢士。母汪氏。具慶下。弟傅光啓、傅光熙、傅光和。長子傅尔庚，万历四十三年（1615年）举人。